# Josef Gutmann (Politiker)
Josef Gutmann (* 18. Dezember 1889 in Bad Gleichenberg, Steiermark; † 6. Juli 1943 in Kapfenstein, Steiermark) war ein österreichischer Politiker der Christlichsozialen Partei (CSP).

## Ausbildung und Beruf
Nach dem Besuch der Volksschule ging er an eine Ackerbauschule in Graz-Grottenhof und an eine Wiesenbauschule in Eger (Cheb). Er besuchte auch verschiedene Fachkurse und Schulungen und wurde Landwirt.

## Politische Funktionen
- 1919: Abgeordneter zum Steiermärkischen Landtag
- 1927–1935: Obmann des Österreichischen Kameradschaftsbundes, Ortsverband Kapfenstein
- 1936–1938: Bürgermeister von Kapfenstein
- Obmann des Obst- und Weinbauvereines Kapfenstein

## Politische Mandate
- 7. August 1919 bis 9. November 1920: Mitglied der Konstituierenden Nationalversammlung, CSP

## Sonstiges
Josef Gutmann war zwischen 1914 und 1918 in Kriegsgefangenschaft in Russland. Im Jahr 1922 gründete er die Elektrizitätsgenossenschaft Kapfenstein und im Jahr 1929 gründete er die Freiwillige Feuerwehr Pretal.